# Marie Mullen
Marie Mullen (1953) è un'attrice teatrale irlandese.

## Biografia
Ha vinto il Tony Award alla migliore attrice protagonista in uno spettacolo per la sua interpretazione in The Beauty Queen of Leenane a Broadway. È anche cofondatrice della compagnia teatrale Druid Theatre Company.
È sposata con Sean McGinley e la coppia ha due figli.

## Filmografia
- Il mistero di Jo Locke, il sosia e miss Britannia '58 (Hear My Song), regia di Peter Chelsom (1991)
- Amiche (Circle of Friends), regia di Pat O'Connor (1995)
- Due sulla strada (The Van), regia di Stephen Frears (1996)
- Ballando a Lughnasa (Dancing at Lughnasa), regia di Pat O'Connor (1998)

## Teatro (parziale)
- Re Lear, di William Shakespeare. Almeida Theatre di Londra (1989)
- The Beauty Queen of Leenane, di Martin McDonagh, regia di Garry Hynes. Town Hall di Galway, Royal Court Theatre di Londra (1996)
- The Beauty Queen of Leenane, di Martin McDonagh, regia di Garry Hynes. Atlantic Theater dell'Off Broadway e Walter Kerr Theatre di Broadway (1998)
- Lo storpio di Inishmaan, di Martin McDonagh, regia di Garry Hynes. Atlantic Theater dell'Off Broadway (2009)
- The Beauty Queen of Leenane, di Martin McDonagh, regia di Garry Hynes. Mark Taper Forum di Los Angeles (2016), BAM dell'Off Broadway (2017)
- The Music Man, di Meredith Willson, regia di Jerry Zaks. Winter Garden Theatre di Broadway (2020)